# Hung Ga
'Hun Gar, a vasdrót kung-fu.
A Hun Gar kínai déli kemény stílusú harcművészet, amelyet a kéztechnikák túlsúlya és a "külső" (azaz izom-) erő felhasználása jellemez. A déli irányzatok közül az egyik legkeményebb. Története a Shaolin kolostor lerombolásáig, azaz a tizenhetedik századig nyúlik vissza. Ebben az időben sok harcművészeti stílust alakítottak ki a Shaolinból menekült szerzetesek, akik mandzsu-ellenes kínai hazafiakként a Triádok ősei voltak. A Hun Gar alapítója Hung Hei-gune volt; egyébként a stílus sokáig a Hung nemzetség családi harcművészete volt, csak a huszadik században kezdték kifelé népszerűsíteni. 
A Hun Gar a shaolin tigris stílusra épül, az első formagyakorlat ezeket a mozdulatokat tartalmazza. A második forma a tigris és a daru stílust, a harmadik a shaolin öt állatot (tigris, sárkány, kígyó, párduc és daru). A negyedik forma légzésekre és belső erőre épül. A stílus használja a tizennyolc kínai alapfegyvert is. 
A Hung Gar rendszer lényege, hogy bármely testfelület fegyver lehet, és a harcban használni is kell minden testrészt (sokan akkor buknak ki az iskolákból mai napig, mikor a különböző testfelületek keményítése folyik, pl. váll, alkar; egyszerűen nem bírják a fájdalmat).
Hangsúlyos szerepet kapnak az erős karok  és a határozott lábmunka mély állásokkal, nagy lépésekkel. A külső erő fontosságára hívja fel a figyelmet a hasonlat: az ököl olyan legyen, mintha ötszáz kilónyi súly zuhanna le. 
A támadó felet szó szerint lefelé kell kényszeríteni, folyamatos támadásokkal kényszerítve őt az állandó védekezésre. Ráadásul a Hung Gar leginkább a lágy részeket, életfontosságú szerveket és a testüregeket támadja. Legendás a tanulók ujjainak és így fogásaiknak keménysége. Viszont a híresztelésekkel ellentétben nem alkalmaz tépéseket és karmolásokat.
A Hung Gar hagyomány úgy tartja, hogy a stílust "3 drágaság" és "4 oszlop" alkotja. Az oszlopok a 4 formára utalnak, míg a drágaságok az első, második és negyedik sorozatra.
A stílus legismertebb képviselője a filmek hőseként közismertté vált Wong Fei-hung
Egyébként a Hung Gar-t nevezik a karate stílusok szülőatyjának is. A japán (okinawai) harcművészet állítólag a kung-fu ezen ágából nőtte ki magát, bár ma már nem sok hasonlóságot mutatnak egymással. Meg kell továbbá jegyezni, hogy a "karate szülőatyja" címet majdnem minden kung-fu stílus magának vindikálja. Okinawa szoros kapcsolatot ápolt Kínával, kínai mesterek éltek Okinawán is, számtalan kínai harcművészeti stílus gyakorolt hatást az okinawai harcművészetre, ezért az, hogy egyetlen kung-fu stílus lenne a "karate atyja", az túlzás.
Magyarországra a stílust eredeti, hagyományos formájában Prutkay Csaba hozta el. Ő az egyetlen magyar, akit a Traditional Hung Gar Association, Hong Kong szervezet örökös tagjának ismer el.